# Refinaria de Manguinhos

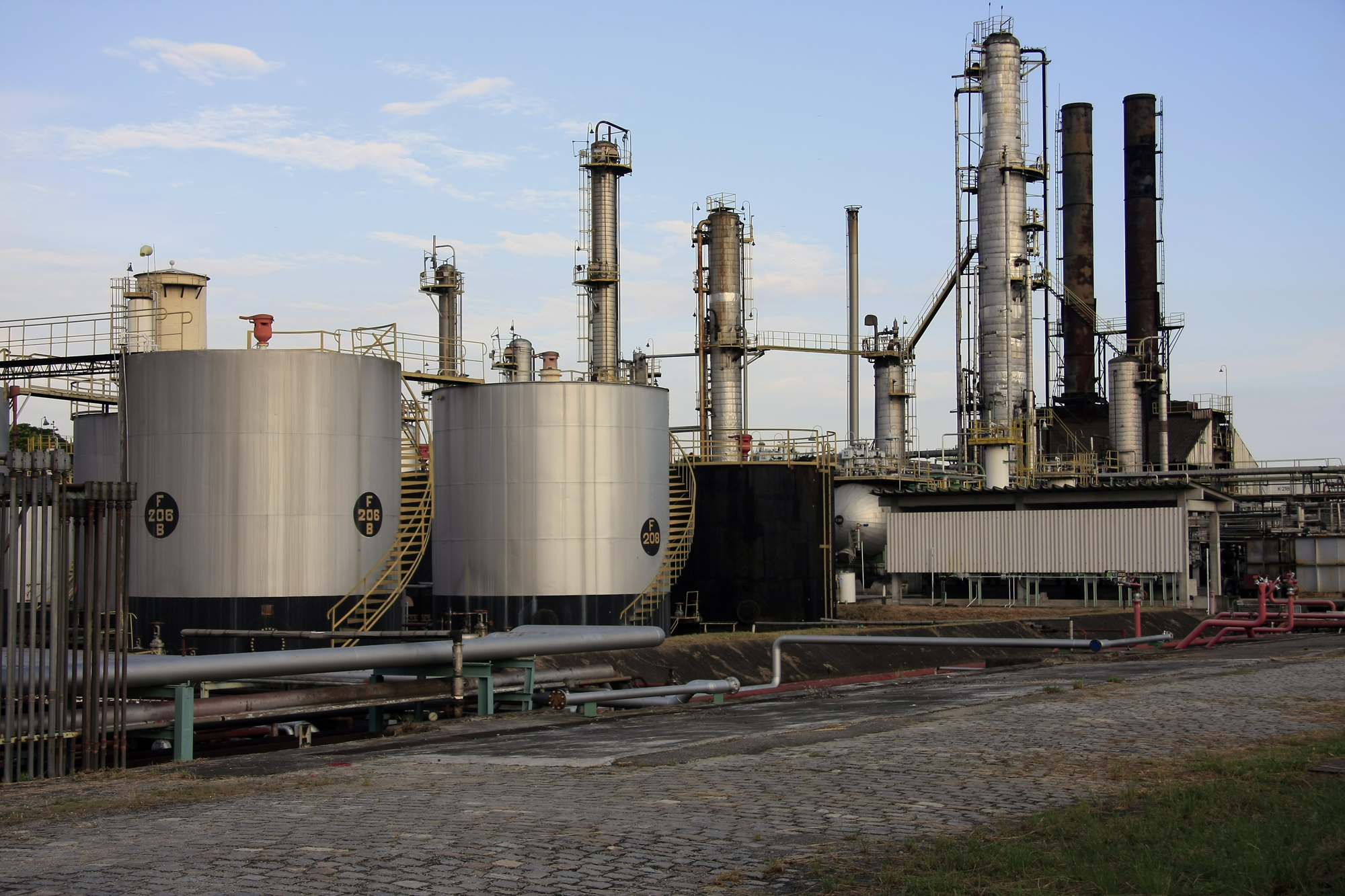
Refinaria de Manguinhos

A Refinaria Refit, mais conhecida como Refinaria de Manguinhos é uma refinaria de petróleo brasileira localizada no município do Rio de Janeiro, no estado do Rio de Janeiro. Seus principais produtos são gasolina, óleo diesel, gás liquefeito de petróleo e óleos combustíveis, além de comercialização e distribuição de derivados de petróleo.

## História
A idealização da refinaria, localizada na zona norte do Rio de Janeiro, começou em 30 outubro de 1945 com a publicação de um decreto no Diário Oficial e o edital de concorrência pública para a instalação de duas refinarias de petróleo, uma em São Paulo e outra no Rio de Janeiro.
O projeto foi idealizado por Drault Ernanny, empresário, banqueiro e político, defensor da autossuficiência energética do Brasil. Formou-se então um grupo que fundou uma unidade no Rio de Janeiro, que anos depois viria a ser a Refinaria de Petróleos de Manguinhos. O instalação chegou a sofrer com pressão das “sete irmãs” – as grandes empresas multinacionais do petróleo que exerciam o controle total da venda no Brasil.
A refinaria foi criada com capital privado totalmente nacional, superando grandes desafios, que começaram, ainda, na fase de obras, pois foi construída sobre uma área de mangue. Logo após a sua inauguração, a refinaria já tinha uma capacidade inicial de produção de 10 mil barris por dia, atendendo cerca de 90% do consumo diário da cidade do Rio de Janeiro.
Em 1953, durante a campanha O Petróleo é Nosso, o presidente Getúlio Vargas aprovou a Lei do Petróleo, que criou a companhia Petróleo Brasileiro S.A., o monopólio estatal na exploração, refino e transporte do petróleo e derivados. As refinarias particulares deveriam seguir algumas determinações, como usar 50% de seus lucros em parceira com a Petrobras, e também participar do sucesso em caso de descoberta de novos poços de petróleo no país.
A refinaria iniciou suas operações em 14 de dezembro de 1954 durante a campanha "O petróleo é nosso". Nos anos 50, a refinaria pertencente ao Grupo Peixoto de Castro, e que faziam parte duas figuras influentes, Pedro Raggio e Batista Pereira, conseguiram quase o monopólio do fornecimento para o Distrito Federal. Em 1998 o controle acionário foi dividido com a companhia argentina Yacimientos Petrolíferos Fiscales (YPF). Com a fusão da YPF com a Repsol, em 1999, parte do controle passou para a nova companhia Repsol YPF.
Existiu um projeto em 2007 para a produção de biodiesel a partir de óleo de cozinha usado, não sendo implementado.
A produção, que chegou a ser paralisada em agosto de 2005 enquanto a empresa operava apenas com compra e venda de derivados.
O controle acionário foi adquirido em 17 de dezembro de 2008 pelo Grupo Andrade Magro, através da Grandiflorum Participações, por R$ 7 milhões de reais. Com a compra, o Grupo também adquiriu suas subsidiárias Manguinhos Química e Manguinhos Distribuidora.
A partir da aquisição do Grupo Magro, foram investidos mais de R$ 100 milhões na modernização de seu parque de Refino e de tancagem.
A companhia retomou um amplo processo de renovação no final de 2014 após a suspensão, pelo Supremo Tribunal Federal (STF), da desapropriação da refinaria decretada pelo governo do estado do Rio de Janeiro, em 2012, quando a empresa foi obrigada a interromper suas atividades. Manguinhos retomou suas atividades em 2015. Atualmente, refina 40 milhões de litros por mês de gasolina e importa 15 milhões de litros por mês de óleo diesel. A infraestrutura de armazenagem é de 1,3 milhão de barris. O Grupo Magro detém 60% das ações da companhia, que possui também cerca de 7 mil acionistas, com papéis negociados na Bovespa. São gerados cerca de 300 empregos diretos na unidade.
Em dezembro de 2016, a refinaria teve seu plano de recuperação judicial aprovado em assembleia de credores.

## Sonegação de impostos
A refinaria foi utilizada como base operacional para sonegação de impostos estaduais e interestaduais entre os anos de 2002 a 2006, conforme apurou uma CPI da ALERJ. Os valores sonegados chegaram ao valor de R$ 850 milhões conforme investigações. Os envolvidos na fraude, foram o empresário Ricardo Magro, Marcelo Sereno, ex-secretário de Comunicação do PT, Elmiro Chiesse Coutinho, Hiroshi Abe Júnior, Jorel Lima, Eduardo Cunha, ex-deputado federal, entre outros, além das empresas Inca Combustíveis e Grandiflorum Participações.
Em 2015, a refinaria novamente foi denunciada por fraude do ICMS, com um rombo de R$ 36 milhões, conforme apurou a Receita do Rio de Janeiro. As manobras para sonegar o imposto ocorreram em outubro de 2011; entre fevereiro e julho de 2012; e entre outubro de 2012 e janeiro de 2013. Os quatro administradores denunciados foram Paulo Henrique Oliveira de Menezes, Gerson Vicari, Maurício de Souza Mascolo e Jorge Luiz Cruz Monteiro.
A empresa também trava batalha judicial com o Estado de São Paulo sobre débitos bilionários devidos ao fisco paulista. Segundo dados informados pela Procuradoria Geral do Estado (PGE-SP) em processo perante o Supremo Tribunal Federal em dezembro de 2018, a refinaria acumulava cerca de R$ 2,7 bilhões de débitos inscritos em dívida ativa do Estado de São Paulo. Ainda segundo a PGE-SP, em janeiro de 2020 a dívida atingiu cerca de R$ 3,6 bilhões de reais em impostos declarados, porém não pagos.